# Okręty podwodne typu S-42
Okręty podwodne typu S-42 – amerykański typ okrętów podwodnych stanowiących powiększoną wersję jednostek typu S-1 opracowanych w stoczni Electric Boat do konkursu amerykańskiej marynarki na konstrukcję jednostek typu 'S'. Sześć wybudowanych według projektu EB w stoczni Quincy Shipbuilding okrętów o wyporności nawodnej 850 ton i podwodnej 1126 ton, zwodowane zostało w latach 1923-1924. Jednostki te wyposażone zostały w 4 dziobowe wyrzutnie torpedowe kalibru 533 mm oraz jedno działo 102 mm. Okręty tego typu były najcięższe i cieszyły się opinią najlepszych jednostek serii S.
Okręty te wzięły ograniczony udział zwłaszcza w początkowej fazie wojny na Pacyfiku podczas drugiej wojny światowej odnosząc relatywnie niewielkie sukcesy. USS S-44 (SS-155) został zatopiony przez „Ishigaki” 7 października 1943 roku na Morzu Ochockim, pozostałe zaś jednostki zostały wycofane ze służby w US Navy do końca 1945 roku.
|                   | Położenie stępki | Wodowanie            | Wejście do służby | Los okrętu                    |
| ----------------- | ---------------- | -------------------- | ----------------- | ----------------------------- |
| USS S-42 (SS-153) | 16 grudnia 1920  | 30 kwietnia 1923     | 20 listopada 1924 | Wycofany 25 października 1945 |
| USS S-43 (SS-154) | 13 grudnia 1920  | 31 marca 1923        | 31 grudnia 1924   | 10 października 1945          |
| USS S-44 (SS-155) | 19 lutego 1921   | 27 października 1923 | 16 lutego 1925    | Zatopiony 7 października 1943 |
| USS S-45 (SS-156) | 29 grudnia 1920  | 26 czerwca 1923      | 31 marca 1925     | Wycofany 30 października 1945 |
| USS S-46 (SS-157) | 23 lutego 1920   | 11 września 1923     | 5 czerwca 1925    | Wycofany 2 listopada 1945     |
| USS S-47 (SS-158) | 26 lutego 1921   | 5 stycznia 1924      | 16 września 1925  | Wycofany 25 października 1945 |